# Lou Del Valle
Pour les articles homonymes, voir Del Valle.
Lou Del Valle est un boxeur américain né le 13 juillet 1968 à Long Island, État de New York.

## Carrière
Passé professionnel en 1992, il remporte le titre vacant de champion du monde des poids mi-lourds WBA le 20 septembre 1997 en battant au 8e round Eddy Smulders mais s'incline lors du combat suivant face à Roy Jones Jr., champion WBC de la catégorie.
En 2001, Del Valle combat à nouveau pour le titre mondial WBA : il fait match nul contre le Français Bruno Girard puis perd le combat revanche l'année suivante. Il met finalement un terme à sa carrière en 2009 sur un bilan de 36 victoires, 6 défaites et 2 matchs nuls.